# Alda (Nebraska)
Alda è un comune degli Stati Uniti d'America, situato nello Stato del Nebraska, nella contea di Hall.